# Uperodon nagaoi
Uperodon nagaoi es una especie de anfibio anuro de la familia Microhylidae. Es una rana endémica del sur y centro de Sri Lanka, en altitudes entre los 70 y los 1300 metros. Habita en bosques húmedos primarios en zonas bajas.
Es una especie tanto arbórea como terrestre. Ponen sus huevos en agujeros llenos de agua en los árboles, y sus renacuajos se desarrollan en ellos. Se encuentra en peligro de extinción debido a la pérdida y degradación de su hábitat natural en su reducida área de distribución.

## Publicación original
- Manamendra-Arachchi, K. & Pethiyagoda, R. . 2001. Ramanella nagaoi, a new tree-hole frog (Microhylidae) from southern Sri Lanka. Journal of South Asian Natural History. Colombo 5: 121-133.